# Abacarus sacchari
Abacarus sacchari là một loài gây hại nông nghiệp chủ yếu trên các đồn điền mía ở châu Phi, Brasil, Ấn Độ, Guatemala, Costa Rica và Venezuela.